# Ezra Stiles
Ezra Stiles, né le 29 novembre 1727 et mort le 12 mai 1795, est un universitaire, éducateur, congrégationaliste et théologien américain. Il a été président de l'université Yale de 1778 à 1795. 
Ezra Stiles joua un rôle important dans la création de l’université Brown, fondée en 1764 et située à Providence dans l’État de Rhode Island. 
Il fut un amateur éclairé pour la recherche scientifique et correspondit avec Thomas Jefferson et Benjamin Franklin sur leurs découvertes scientifiques.
Au XVIIIe siècle, le révérend-père Ezra Stiles, président de l'Université Yale, soutient que le rocher de Dighton serait couvert de pétroglyphes phéniciens, . La théorie est notamment développée par l'historien Jeremy Belknap et par un érudit français Antoine Court de Gebelin en 1781. 